# Abu Bakr ibn Faris
 (9 juillet 2025).
Abu Bakr ibn Faris, Abu Yahya (أبو بكر الثاني المريني) est un sultan mérinide ayant régné de 1358 à 1359.

## Biographie
Abu Bakr ibn Faris monte sur le trône en 1358, succédant à Muhammad II ibn Faris. Ibrahim ibn Ali lui succéde à son tour en 1359.